# Фабер, Эрнст
Эрнст Фри́дрих Лю́двиг Фа́бер (нем. Ernst Friedrich Ludwig Faber, кит. 花之安, пиньинь Huā Zhīān, палл. Хуа Чжиань; 25 апреля 1839, Кобург — 26 сентября 1899, Циндао, Цинская империя) — немецкий протестантский миссионер, синолог и ботаник, переводчик на китайский язык Евангелия от Марка и Евангелия от Луки.
Происходил из семьи ремесленника, благодаря огромным способностям получил духовное и естественнонаучное образование, в 1864 году отправился в Китай в составе пиетистского Рейнского миссионерского общества в Шанхай, и с тех пор лишь ненадолго покидал эту страну. В 1885 году после конфликта с руководством вышел из состава Рейнской миссии, некоторое время работал независимым миссионером в Гонконге, далее вошёл в состав либеральной евангелически-протестантской Восточноазиатской миссии. Параллельно занимался ботаникой, описав 120 новых видов растений, около двадцати из которых получили его имя. Эрнст Фабер был убеждённым противником колониализма, считая, что западная наука и система образования поможет «пробудить» великую китайскую культуру. Конфуцианство он находил в принципе совместимым с христианскими ценностями, полагал, что учения Мо-цзы и Мэн-цзы могут считаться социалистическими. Эти взгляды он высказывал в своих трудах, написанных, преимущественно, на английском языке. Скончался незадолго до основания миссионерской станции в Циндао в 1899 году. Надгробный памятник был уничтожен во время «культурной революции».

## Жизнь и труды
Родился в семье жестянщика Иоганна Георга Фабера и его жены Софии Вильгельмины Кристины, урождённой Фишер. Эрнст являлся третьим из одиннадцати детей, восемь его братьев и сестёр не дожили до совершенных лет. Родители отдали его в школу, где он четырежды награждался за выдающиеся успехи в учении, однако с 1852 г. начал учиться ремеслу жестянщика. В 1855 г. хотел поступить в техническое училище в Берлине, но не имел на это средств. В 1856 г. перебрался в поисках работы в Бармен (ныне — район Вупперталя), где вступил в молодёжное евангелическое общество и решился посвятить свою жизнь миссионерской деятельности. До 1858 г. служил сверхштатным учителем в Эберфельде, попытался сдать экзамены на звание учителя, но год спустя поступил в духовную семинарию, окончив которую в 1862 г., был принят в Базельский университет. Здесь он живо интересовался филологией и философией, и окончательно сформировался как личность. На Пасху 1863 г. он перевёлся в Тюбингенский университет, в 1864 г. был включён в состав евангелической миссии Рейнского миссионерского общества в Китае. Из-за болезни главы миссии, Фабер смог пройти практику в Берлинской обсерватории и Зоологическом музее, а также Geographischen Institut Perthes в Готе. 10 августа 1864 г. Фабер был рукоположен в священники евангелической лютеранской церкви.
Через Амстердам и Лондон Фабер добрался до Гонконга, на землю которого ступил 25 апреля 1865 г. Служение он начал в миссионерском пункте в Фумуне, где практиковал как врач, интенсивно обучаясь китайскому языку. По его собственному признанию, он принял за год около 6000 пациентов, при этом никогда не обучаясь медицине!
В 1870 г. Фабер заочно обручился с дочерью священника, но в 1874 г. она скончалась от туберкулёза, и Фабер до конца жизни так и не вступил в брак. В 1876—1877 гг. Фаберу был предоставлен годичный отпуск на родине, в этот период он получает известность как лектор. Вернувшись в Китай, до 1883 г. Фабер проповедовал в Гуанчжоу. В этот период он особенно увлекался ботаникой, собрав гербарий примерно из 4000 видов. Всего он описал 120 новых видов растений.
В 1880 г. Фабер вступил в конфликт с главой миссии — Хюбригом из-за методов обращения китайцев. В 1881 г. он вышел из состава Рейнского миссионерского общества, и вернулся в Германию на год. В 1883 г. он вернулся в Гонконг, где в 1885 г. вступил в состав недавно основанного Allgemeiner evangelisch-protestantischer Missionsverein. В том же году он создал автономную китайскую протестантскую общину в Гонконге. В 1886 г. Фабер переехал в Шанхай. В 1887 г. предпринял ботаническую экспедицию в Сычуань, а в 1890 г. — в Маньчжурию. Ботанические поездки сочетались с миссионерской деятельностью.
22 августа 1892 г. после пожара в Шанхае, Фабер лишился библиотеки и гербария. По счастью, все материалы были опубликованы в трактате Botanicon Sinicum. Notes on chinese botany from native and western sources veröffentlicht hatte.
В 1893 г. Фабер принимал участие в Конгрессе всех религий в Чикаго, США, где читал доклад о конфуцианстве. Посетил попутно Гавайские о-ва.
В апреле 1898 г. Фабер переезжает в Циндао, ставший незадолго до этого германским владением. Он успел совершить поездки в Пекин и Тяньцзинь, но в начале 1899 г. заразился дизентерией и скончался в Циндао. Был похоронен на Европейском кладбище, могила его была разорена во время «Культурной революции» 1966—1976 гг. в Китае.

## Почётные звания
В 1888 г. университет Йены присвоил Фаберу учёную степень доктора теологии. В 1890 г. он был избран вице-президентом Общества для подъёма просвещения в Китае (Gesellschaft für Hebung des Erziehungswesens in China). В Китае его именем была названа больница в Циндао (до 1949 г.), а в его родном Кобурге с 1928 г. существует улица Фабера.

## Труды

### Синология
- Lehrbegriff des Confucius nach (Lün-iü d. i. Gespräche, Ta-hio d. i. die große, Lehre, Tschung-yung d. i. die unabänderliche Mitte) : von Ernst Faber :  [нем.]. — Hongkong : Ernst Eitel, 1872. — 74 S.
- A systematical digest of the doctrines of Confucius : according to the analects, Great learning and Doctrine of the man, with an introduction on the authorities upon Confucius and Confucianism :  [англ.] / by E. Faber ; tr. from the German by P. G. von Moellendorff. — Hongkong : China Mail Office, 1875. — viii, 131 p.
- Der naturalismus bei den alten Chinesen, sowohl nach der seite des pantheismus als des sensualismus oder, Die sämmtlichen werke des philosophen Licius :  [нем.] / zum ersten male vollständig übersetzt und erklärt von Ernst Faber. — Elberfeld : R. L. Friderichs, 1877. — xxvii, 228 S.
- Die Grundgedanken des alten chinesischen Socialismus, oder die Lehre des Philosophen Micius, zum ersten Male vollständig aus den Quellen dargelegt von E. Faber :  [нем.]. — Elberfeld : R. L. Friderichs, 1877. — 109 S.
- The mind of Mencius or, Political economy founded upon moral philosophy. A systematic digest of the doctrines of the Chinese philosopher Mencius, B. C. 325 :  [англ.] / The original text classified and tr., with notes and explanations, by the Rev. E. Faber. Tr. from the German, with notes and emendations, by the Rev. Arthur B. Hutchinson. — London : Trübner & Co., 1882. — xvi, 291 p.
- The famous men of China :  [англ.] / by Rev. Ernst Faber, Dr. Theol.. — Shanghai : Society for the Diffusion of Christian and General Knowledge Among the Chinese, 1889. — 19 p.
- Famous women of China :  [англ.] / by Ernst Faber. — Shanghai : Society for the Diffusion of Christian and General Knowledge among the Chinese, 1890. — 62 p.
- Paul, the apostle in Europe : a guide to our mission work in Asia :  [англ.] / by Ernst Faber. — Shanghai : American Presbyterian Mission Press, 1891. — ii, 198 p.
- China in historischer Beleuchtung, eine Denkschrift zu seinem 30 jährigen Dienstjubiläum als Missionar in China, von Missionar Dr. theol. Ernst Faber : Sochste [Doppel-] Flugschrift des allgemeinen evangelisch-protestantischen Missionsvereins :  [нем.]. — Berlin : A. Haack, 1895. — 64 S.
- Problems of practical Christianity in China :  [англ.] / by Ernst Faber, translated from the German by F. Ohlinger, and edited by John Stevens. — Shanghai : Office of «The Celestial Empire», and «The Shanghai Mercury», 1897. — ii, 122 p.
- The principal thoughts of the ancient Chinese socialism : or, The doctrine of the philosopher Micius :  [англ.] / from the original by Ernest Faber ; translated from the German by C. F. Kupfer. — Shanghai : American Presbyterian Mission Press, 1897. — 72 p.
- Chronological handbook of the history of China; a manuscript left by the late Rev. Ernst Faber. : (With four appendixes) :  [англ.] / Ed. by Pastor P. Kranz. — Shanghai : Pub. by the General Evangelical Protestant missionary Society of Germany, 1902. — xvi, 250 p.
- Theorie und Praxis eines protestantischen Missionars in China :  [нем.] / von Ernst Faber. — Heidelberg : Evangelischer Verl, 1902. — 28 p. — (Flugschrift des Allgemeinen evangelisch-protestantischen Missionsvereins, ser. 2, 2).

### Ботаника
- Ueber die Anlage und Auferziehung lebender Zäune :  [нем.] / nach Georg v. Schenk's Methode und mit Zusätzen des Forstmeisters Ernst Faber herausgegeben von der k. k. Landwirtschaft-Gesellschaft in Krain. — Laibach : k. k. Landwirtschat-Gesellschaft in Krain, 1868. — 24 p.
- Faber E. The Botany of the Chinese Classics : With Annotations, Appendix and Index // Botanicon Sinicum. Notes on chinese botany from native and western sources. Part II :  [англ.] / by Emil Bretschneider. — Shanghai : Kelly & Walsh, 1892. — ii, 468 p.
- Contribution to the nomenclature of Chinese plants :  [англ.] / by Ernst Faber. — Shanghai : Kelly & Walsh, Ltd., 1907. — P. 97—164. — Copy from: Journal of the North-China Branch of the Royal Asiatic Society, v. 38.

### На китайском языке
- Huā Zhīān zhe. Xiū zhì dào tú : [«Об исправлении Дао-пути», сочинение Эрнста Фабера, переводчик Юань Учжэнь] :  [кит.] / Yuán Wùzhēn shì. — Shànghǎi shì : Mòhǎi shūjú yìn, [Б. г.]年. — 9 p. — Ориг.: 花之安著 《修治道途》 袁悟真釋。 上海市: 墨海書局印.
- Huā Zhīān zhe. Mǎkě jiǎngyì : [Толкование Евангелия от Марка Эрнста Фабера]. — Dà Déguó lǐxián huì cáng bǎn, 1874. — Ориг.: 花之安著 《馬可講義》大德國禮賢會藏版, 1874.
  - Huā Zhīān zhe. Mǎkě jiǎngyì : [Толкование Евангелия от Марка Эрнста Фабера]. — Shèngjiāo shūjú, 1899. — Ориг.: 花之安著 《馬可講義》聖教書局, 1899.
- Huā Zhīān zhe. Jiào huà yì : [«О воспитании» Эрнста Фабера, изданное в Гуанчжоу (Янчэн)] :  [кит.]. — Yángchéng : Xiǎoshūhuì zhēnbǎo táng cángbǎn, 1884年. — 64 p. — Ориг.: 花之安著 《敎化議》羊城: 小書會眞寶堂藏板.
- Huā Zhīān zhe. Zì xī cú dōng: 5 juǎn : [«От Запада к Востоку», сочинение Эрнста Фабера, изданное в 10-м году правления под девизом Гуансюй] :  [кит.]. — Guǎngzhōu : Xiǎoshūhuì zhēnbǎotáng fāshòu, 1884年. — Ориг.: 花之安著 《自西徂東》: 5卷。廣州巿: 小書會真寶堂發售, 光绪10 [1884].
  - Huā Zhīān zhuàn. Zì xī cú dōng : [«От Запада к Востоку», сочинение Эрнста Фабера, изданное в 28-м году правления под девизом Гуансюй] :  [кит.]. — Shànghǎi shì : Guǎng xué huì, 1902年. — Ориг.: 花之安著 《自西徂東》上海市: 廣學會, 光绪28 [1902].
  - Huā Zhīān kānxíng. Zì xī cú dōng :  [кит.]. — Táiběi : Wénhǎi chūbǎnshè, 1996年. — (Jìndài Zhōngguó shǐliào cóngkān zhèngbiān xùbiān sānbiān mùlù). — Ориг.: 花之安刊行《自西徂東》台北市: 文海出版社, 民國85 [1996] (近代中國史料叢刊正編續編三編目錄).
  - Huā Zhīān zhe. Zì xī cú dōng :  [кит.]. — Shànghǎi : Shànghǎi shūdiàn chūbǎnshè, 2002年. — 2, 4, 6, 256 p. — (Zhōngguó jìndài wénxiàn cóngkān). — Ориг.: 花之安著《自西徂东》上海市: 上海书店出版社, 2002 (中国近代文献丛刊).
- Huā Zhīān zhe. Lù jiā yǎn yì : [Толкование Евангелия от Луки Эрнста Фабера] :  [кит.]. — Shànghǎi shì : Shèng jiāo shū huì, 1894年. — Ориг.: 花之安著《路加衍義》上海市: 聖教書會.
  - Huā Zhīān zhe. Lù jiā yǎn yì : [Толкование Евангелия от Луки Эрнста Фабера] :  [кит.]. — Hànkǒu shì : Shèngjiāo shūjú, 1909年. — Ориг.: 花之安著《路加衍義》汉口市: 圣教书局, 1909.
- Huā Zhīān zhe. Jīngxué bùyàn jīng: 2 juǎn : [«Эссенция усердного изучения канонических книг» Эрнста Фабера, изданная в 22-м году под девизом правления Гуансюй] :  [кит.]. — Shànghǎi : Měihuá shūguǎn bǎi yìn, 1896年. — Ориг.: 花之安著 《經學不厭精》: 2卷。上海: 美華書館擺印, 光绪 22 [1896].
- Huā Zhīān zhe. Xìng hǎi yuān yuán : [«Истоки истинной мудрости»] :  [кит.]. — Shànghǎi shì : Guǎng xué huì, 1898年. — 78 p. — Ориг.: 花之安著《性海淵源》上海市: 廣學會.